# Yvonne Curtis
Yvonne Curtis tên khai sinh Yvonne McIntosh, là người gốc Jamaica và sinh ra tại giáo xứ St Ann của Jamaica, nơi bà thường xuyên đến một nhà thờ địa phương và là nơi bà gia nhập dàn hợp xướng từ rất sớm, sau đó bà được khuyến khích theo đuổi sự nghiệp ca hát. Curtis đã sống ở Vương quốc Anh từ đầu những năm 1960 và trở thành ca sĩ chính của The Serenaders và thường đi lại giữa Quần đảo Caribe biểu diễn với tư cách là nghệ sĩ Reggae và Soca dưới tên Yvonne Curtis.

## Lịch sử
Sinh ra và lớn lên ở Jamaica, ca sĩ phúc âm trẻ tuổi Curtis rời St. Ann, Jamaica vào những năm 1960 khi còn là một thiếu niên để có một cuộc sống và giáo dục tốt hơn ở Anh. Bà tiếp tục sự nghiệp âm nhạc từ ngôi nhà mới của mình ở Highbury & Islington, London. Trong khi học đại học vào những năm 1970, Curtis đã hát trong nhiều ban nhạc địa phương và không quá lâu trước khi bà quyết định đã đến lúc nghiêm túc theo đuổi sự nghiệp ca hát của mình.

### Giữa những năm 2000
Vào năm 2000, Serenaders đã sụp đổ sau cái chết của ba thành viên và Curtis đã quay trở lại World Sound Records để tiếp tục thu âm các bài hát mới của bà. Vào năm 2013 trong một liên doanh với Browns Records, bà đã phát hành một album mang tên "Lets Unite in Love" được phát hành bởi VP Records tại Mỹ. Album thành công ngay lập tức và gây ra một làn sóng đáng chú ý cho âm nhạc của Curtis trên toàn thế giới. Năm 2015, Curtis đã gặp nhà sản xuất hãng thu và chủ sở hữu hãng thu Mark Anthony Blak Prophetz và gia nhập Digital Jukebox Records vào năm 2015. Bản phát hành đầu tiên là ba đĩa CD tổng hợp những bản hit hay nhất của bà, tiếp theo là phiên bản chéo của bài hát Giáng sinh ‘When a Child is Born’ & ‘Mary's Boy Child’. John Nolan, một nhà báo và nhà phê bình cho tờ 'Reggae in New York' đã nói rất nhiều về sự thành công của album ở Hoa Kỳ, nói rằng: "Thường thì những nghệ sĩ tài năng nhất đã đi qua hàng thập kỷ mà không được công nhận về mặt thương mại. Mặc dù thiếu thành công về mặt thương mại, nhưng Curtis là một động lực trong âm nhạc reggae với âm hưởng phát triển kéo dài toàn bộ phổ reggae. Kể từ năm 1978, bà đã phát hành 11 album, cũng như số lượng album tổng hợp và đĩa đơn.".

### Ngày nay
Curtis di chuyển qua lại từ Jamaica, Caribe đến London và đã tìm thấy ngôi nhà của mình là Digital Jukebox Records và đang tiếp tục phát hành và viết các bài hát mới với các nhà sản xuất của mình. Trong một cuộc phỏng vấn đài phát thanh ở Gloucester bởi người dẫn chương trình Perry Jay cho Reggae Time Show, Jay mô tả chương trình hoàn toàn tuyệt vời khẳng định cách đám đông sẽ tiếp tục hát những bài hát của bà trong sự đánh giá cao".

## Danh sách đĩa hát

### Album
- - 1986 "In the Country" on Brown Records Album
  - 1992 "Yvonne Cutis & Wavet – Socca" (Brown Records) Album
  - 1995 "Best of Yvonne Curtis" (Brown Records) Album
  - 1997 "Yvonne say's Hello" (World sound) Album
  - 2000 "Move On" (Brown Records) Album
  - 2000 "Yvonne Curtis 2000" (World Sound) Album
  - 2002 "Just has I am-Gospel" (World Sound) Album
  - 2004 "Eternal Love" (World Sound) Album
  - 2004 "Walls of Tears" (World Sound) Album
  - 2006 "Table for Two" (World Sound) Album
  - 2013 "Let's Unite in Love" (Brown Records) Album
  - 2014 "Greatest Hits" (Digital Jukebox Records) Album

### Đĩa đơn
- - 1978 "What's your name" (Singles) bw *1978* "Rather Go Blind" (Singles)
  - 1979 "Convenient Woman" (Empire Record) Singles
  - (N/A) "No Charge" (BB Records) Single
  - (N/A) "Only for lovers" (Publish by Brown) Single
  - 1983 "Road March-Socca" (Published by Brown Music) Single
  - 1985 "Sweet Loving" (Published by Brown Music) Single
  - 1986 "Bob Marley Medley" (Published by Brown Music) Single
  - 1987 "Harder they come" (Published by Brown Music) Single
  - 1990 "Welcome Home" (Published by Brown Music) Single
  - 1993 "This is a letter-Ballad" (Published by Brown Music) Single
  - 1999 "Don't let me down" (Jet Star) Single
  - (N/A) "Troubled in Mind" (Published by Brown Music) Single
  - 2015 "Christmas Carols" (Digital Jukebox Records) 3 Track EP (Produced by Mark Duffus aka [./https://en.wikipedia.org/wiki/Blak_Prophetz Blak Prophetz])
  - 2017 "Far Away (From Your Heart)" (Digital Jukebox Records)